# باقی داوراک
باقی داوراک (ترکی استانبولی: Baki Davrak؛ زادهٔ ۱۹۷۱) بازیگر تئاتر، بازیگر سینما، و بازیگر تلویزیون اهل ترکیه و آلمان است.
از فیلم‌ها یا برنامه‌های تلویزیونی که وی در آن نقش داشته‌است می‌توان به للا و بیلی‌دکید ، لبه بهشت و گودال در نقش اوگداي اردنت اشاره کرد.